# Шивољи
Шивољи су насељено мјесто у општини Калиновик, Република Српска, БиХ. Према попису становништва из 1991. у насељу је живјело 92 становника. Према попису становништва из 2013. у насељу је живјело 48 становника.

## Географија
Шивољи се налазе у подножју Трескавице на надморској висини од 1140-1200 метара. Село је смјештено на крашкој висоравни Загорје.

## Становништво
| Националност       | 1991. |
| Срби               | 89    |
| Муслимани          | 1     |
| Југословени        | 1     |
| остали и непознато | 1     |
| укупно             | 92    |

| Демографија | Демографија | Демографија |
| Година      | Становника  | Становника  |
| ----------- | ----------- | ----------- |
| 1961.       | 245         |             |
| 1971.       | 176         |             |
| 1981.       | 127         |             |
| 1991.       | 92          |             |
| 2013.       | 48          |             |